# 異教
異教（いきょう）とは、二つの宗教または宗派・教派が存在するとき、両者の「関係」について規定する概念である。二つの教派が、教義・信仰原理・神学思想・崇拝対象・宗教儀式等の内実の比較において、共通するものを殆ど持たないか、共通する内容を持つが、異なる宗教であると考えられるとき、この二つの宗教または教派は、相互に「異教関係」にあると云う。この言葉はペイガニズムの訳語としても用いられる。

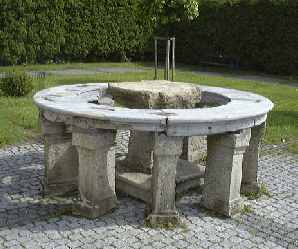
古代ケルトの犠牲台岩 (Austria)
バシリカ聖堂の広場に現在位置する

## ユダヤ教
ヘブライ語聖書、旧約聖書には異教の偶像を破壊するように命じられている。またキリスト教を初めとする、ユダヤ教からの分派勢力を否定している。
ユダヤ教では、古代イスラエルの地に住む異邦人（非ユダヤ人）で、ユダヤ教に改宗することを望まず、バビロニア・タルムードに規定されたノアの七つの法則に従うことを受け入れた人々のことを指すゲル・トシャフ（居住外国人）が規定されている。ゲル・トシャフは一般的に「正義の異邦人」と呼ばれ、タルムードによると、神が「ノアの息子たち」、つまり全人類を拘束する普遍的な道徳律として与えた一連の命令に従い、来るべき世界(Olam Ha-Ba)での地位を保証している。

## イスラム教
イスラームは啓典の民と他の異教を一応は区別した。
イスラム教はそもそもカーバ神殿を異教徒から征服した事から始まっており、異教徒との戦いはジハードと呼ばれ、イスラム教教義の中心的な概念の一つである。

## キリスト教
聖書では、使徒パウロが「異教徒は（ユダヤ・キリスト教の神の）律法を持っていなくても、心（良心）に律法が刻まれていることがあり、イエスは心にあるものによって人を裁く（ローマの信徒への手紙 2:12-16）」と教えている(Romans 2:12-16)。
歴史的には宗教的排他主義とよばれる立場を取ってきた。福音派は今日でも「ローザンヌ誓約」で表明された、神学的排他主義の立場をとるが、エキュメニズムには宗教的包括主義や宗教多元主義という立場もあり、この三つの立場はアラン・レイスの三類型と呼ばれている。

## 仏教
仏教では、仏教以外の宗派の教説を異端と見なし「外道」と呼んでおり、仏教を「内道」と呼んでいる。外道は異教、悪魔や邪道を指すことにも用いられ、人を罵るために使われてきた。

## 道教
道教に傾倒した唐の武宗は道士の提言をいれ、異教徒である仏教の寺院の廃毀と財産没収、僧尼の還俗を断行している。仏教のほかに「唐代三夷教」（マニ教・ゾロアスター教・ネストリウス派キリスト教）も禁止された。

## 儒教
南朝の顧歓や唐の韓愈たち儒者、道士は、仏教を夷狄の宗教として排仏論を提唱、孟子が〈吾夏をもって夷を変ためし者を聞けども，夷によって変ためられし者を聞かざるなり〉とのべているように、華夏による一方的な教化の対象となるべきものであった。
三武一宗の法難のうち後周を除く三廃仏では、儒教を基本としたうえで、異教徒である仏教勢力の弾圧が認められた。仏教の出家主義と剃髪の風習が「孝」の倫理にもとるとの攻撃が行われ、仏説の非現実性、三世輪回説、応報説、天堂地獄説などにも批判が行われた。

## 神道
崇仏・廃仏論争において物部尾輿・中臣鎌子らは「我が国の王の天下のもとには、天地に180の神がいます。今改めて蕃神を拝せば、国神たちの怒りをかう恐れがあります」と反対したが、私的な礼拝と寺の建立が認められた。しかし直後に疫病が流行し物部・中臣氏らは「仏神」のせいで国神が怒っているためであると奏上。欽明天皇は仏像の廃棄、寺の焼却を黙認したという。

## 比較宗教学

### 民族宗教と世界宗教
宗教の起源には諸説がある。地域的で民族に固有な宗教と、広い範囲に布教され、民族や国家や言語を越えて人間であれば誰でも信徒となれる宗教がある。前者を通常、民族宗教と云い、後者の広い領域に広がる宗教を世界宗教または普遍宗教と云う。
原始宗教が地域宗教や氏族宗教となり、更に民族宗教として統合され、民族宗教が地域や血縁の枠を超越して、他民族や多様な地理的領域に布教拡大するとき、世界宗教になるとも言える。

### シンクレティズム
原始宗教や民族宗教(氏族宗教)、創唱宗教は、互いに地理的に接触することが普通で、このことから、ある宗教が他の宗教の教義や信仰原理、神学や宗教神話、あるいは崇拝対象としての神や霊格や宗教原理を模倣したり取り入れたりすることが起こる。
このような取り入れが大規模に起こり、二つあるいはそれ以上の宗教のあいだで、どちらの宗教とも付かない両方・複数の宗教の要素を併せ持った宗教が成立するような事態を「シンクレティズム（英：syncretism）」という。習合はシンクレティズムの一種である。
世界宗教は通常、シンクレティズム過程を経て成立することが一般である。民族宗教が世界宗教へと自己超越する契機は他の宗教との競合や融和や神学の導入などで、シンクレティズムの結果として世界宗教が生まれるとも言える。

### 分派と異端
宗教では同じ宗教内部で、崇拝(崇敬)対象や教学の違いから「分派」が生じるのが普通である。宗教が自己発展過程で自然的に分派を生み出す場合もあるが、多くの場合、分派の形成にはシンクレティズム過程が関係する。
宗教内部において分派が成立するとき、分派間で主導権の争奪が起こることがある。このとき、古くからの伝統を継承すると称する分派が自己の教派を正統とし、争う相手の分派を異端とする事態が生じることがある。宗教が改革される場合、改革された新しい分派が自己を正統とし、旧弊な分派を異端とする場合もある。異端と正統は相対的な関係にある。
シンクレティズム過程で新しい教派・分派が生まれたとき、この分派は異端とされることがある。しかし、シンクレティズムの程度によっては、新しいシンクレティズム宗教は、最初から自己は、元の諸宗教とは異なる「異教」だという自覚を持っていることがある。異教の自覚や認識には、様々な要因が関係する。

### 異教関係
二つの宗教あるいは宗教教派が「異教関係」にあるということは、分派間の立場の相違や、正統と異端との争いのなかで、分派を相互に比較すると、事実上、信仰原理や教義や神学(教学)などにおいて、別の宗教と見なす方が正しい場合に、「両者は異教関係である」という。

#### 成立的に自明な異教関係
地理的伝統的に独立して成立した原始宗教や民族宗教などは、分派とか異端という概念以前に、自明的に「異教」であると認識されるのが通常である。

#### 分派過程の蓄積における異教化

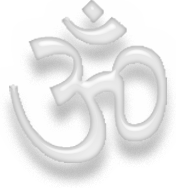
ヒンドゥー教 AUM

仏教 法輪

ある原始宗教、民族宗教、時に世界宗教において、信仰原理や世界観などが著しく相違する分派が成立し、分派と本来の民族宗教等とのあいだの宗教原理や神学の違いが分派や異端の域を超えて大きくなった場合、元の宗教と新しく分派過程で確立した宗教は、異教関係となることがある。
このような例は、インドにおけるバラモン教とその異端的分派と言える原始仏教やジャイナ教の関係がそうである。中心となる神学概念としての我（アートマン）の存在や輪廻転生について、原始仏教もジャイナ教も、バラモン教の概念を継承しつつ、その位置付けに違いがある。
原始仏教は釈迦が創始したとされ、ジャイナ教はヴァルダマーナが創始したと通説では云われるが、原始仏教においても、ジャイナ教においても、先行する宗教思想が存在し、これらの原型的な分派的宗教思想が洗練された結果として釈迦の原始仏教や、ヴァルダマーナのジャイナ教が成立したと考えられる。原始仏教やジャイナ教は宗教としての独立を開祖（仏陀やマハーヴィーラ）が提唱すると同時に、バラモン教とは「異なる宗教」つまり異教であるという自覚と認識を持っていた。しかし、バラモン教の側では、原始仏教やジャイナ教を、異端として把握した。仏教においては外道という用語で表されることがある。
結果的には、バラモン教と仏教やジャイナ教との関係は異教関係となるが、シンクレティズムによる異端化・異教化ではなく、内部的な神学思想的展開における分派の独立異教化の過程がこのような例においては起こっている。

#### シンクレティズムの異教関係
分派か、正統・異端関係か、異教かが問題になる例としては、シンクレティズム過程が含まれる場合が多数ある。ある段階までは、教派は元の宗教と「分派関係」にあるが、一定の変容の蓄積の結果として、「異教関係」となる場合がある。

#### グノーシス主義
異端か異教かという問題で、もっとも鮮明に視点の違いが現れるのは、グノーシス主義である。既存宗教や既存文化の宗教的な要素を取り込んで、自己の教義や神話に組み込むグノーシス主義宗教は、様々な宗教から見て、たいへん紛らわしく、原始キリスト教は地中海世界のグノーシス主義を異端だとし、他方オリエントでは、ゾロアスター教がグノーシス主義宗教マニ教を異端だとした。イスラム教もマニ教を異端として弾圧した。
しかしグノーシス主義側の立場からは、グノーシス主義は独自の宗教であり、原始キリスト教やゾロアスター教の神学的世界観の誤謬を訂正止揚した、「真の宗教」の立場である。

## ペイガニズムと異教
ペイガニズム（paganism）を通常、「異教主義」または「異教」と訳し、ペイガン（pagan）を「異教徒」と訳す。ペイガニズムとはキリスト教の立場から見た（またはアブラハムの宗教の立場から見た）、古代ギリシアや古代ローマの宗教、またゲルマンやケルトなどの伝統宗教で、通常、多神教でありアニミズムなどの要素を持つ。
西欧文明が地理的に地球全体に広がって行くにつれ、ヒンドゥー教や仏教のような多神教、あるいは多神教に見える宗教に出会った。これらもペイガニズム、すなわちキリスト教の側から見て異教の宗教となる。

## 参考資料
- 小学館「外道」『精選版 日本国語大辞典』小学館、コトバンク、2021a。 精選版 日本国語大辞典『外道』 - コトバンク
- 小学館「外道」『日本大百科全書(ニッポニカ)』小学館、コトバンク、2021b。 日本大百科全書(ニッポニカ)『外道』 - コトバンク
- 平凡社「外道」『世界大百科事典 第２版』平凡社、コトバンク、2021c。 世界大百科事典 第２版『外道』 - コトバンク
- 小学館「外道」『デジタル大辞泉』小学館、コトバンク、2021d。 デジタル大辞泉『外道』 - コトバンク
- Sun, Peter Liang Tek (2008). A Life Under Three Flags (PhD Thesis). University of Western Sydney
- 小学館「蘇我稲目」『精選版 日本国語大辞典』小学館、コトバンク、2021b。 精選版 日本国語大辞典『蘇我稲目』 - コトバンク
- ブリタニカ・ジャパン「三武一宗の法難」『ブリタニカ国際大百科事典 小項目事典』ブリタニカ・ジャパン、コトバンク、2021c。 ブリタニカ国際大百科事典 小項目事典『三武一宗の法難』 - コトバンク
- 小学館「三武一宗の法難」『日本大百科全書(ニッポニカ)』小学館、コトバンク、2021e。 日本大百科全書(ニッポニカ)『三武一宗の法難』 - コトバンク
- 平凡社「排仏論」『世界大百科事典 第２版』平凡社、コトバンク、2021d。 世界大百科事典 第２版『排仏論』 - コトバンク
- 平凡社「夷狄」『世界大百科事典 第２版』平凡社、コトバンク、2021e。 世界大百科事典 第２版『排仏論』 - コトバンク
- 小学館「会昌の廃仏」『日本大百科全書(ニッポニカ)』小学館、コトバンク、2021f。 日本大百科全書(ニッポニカ)『会昌の廃仏』 - コトバンク